# Kh-22导弹
Kh-22（俄语：Х-22；北约代号为AS-4厨房），是一款蘇聯研發製造的大型远程反舰导弹，其巨大的弹头专门用作对付美国航空母舰，可装常规或核弹头。

## 开发
在分析了盟军在二战中的海战，以及40-50年代对盟军船队的观察后，苏联分析师们认为大型海上战斗的时代已结束，使用战区外导弹进行打击是能用较弱的海军对付美国航母战斗群之唯一方法。因此，就催生了相應的Kh-22 (代号 22) 導彈，並由MKB彩虹設計局研製。

## 實戰
Kh-22早於1962年開始量產，但直至60年後才在俄羅斯入侵烏克蘭期間應用。

## 使用國
俄羅斯
- 俄罗斯空军

 乌克兰
- 乌克兰空軍曾裝備423枚，其後和它们的载机图-22M一起报废。[3]

 苏联
- 苏联空军

## 外部連結
- http://airwar.ru/weapon/kr/x22.html（页面存档备份，存于） （俄文）